# The Wonder Years (groupe)
Pour les articles homonymes, voir The Wonder Years.
The Wonder Years est un groupe américain de rock, originaire de Lansdale, en Pennsylvanie. Le groupe est actuellement composé de Dan « Soupy » Campbell (chant principal), Casey Cavaliere (guitare principale, chœurs), Matt Brasch (guitare, chœurs), Josh Martin (basse, chœurs), Nick Steinborn (claviers, guitare, chœurs) et Mike Kennedy (batterie, percussions). Ils sortent sept albums complets, deux EPs, et plusieurs splits/compilations. Le groupe est actuellement signé chez Hopeless Records. Leur nom provient d'un article que Campbell a lu et qui avait été écrit par l'un de ses éducateurs après l'école, intitulé The Wonder Years.

## Histoire
The Wonder Years signe avec No Sleep Records en 2007. Après avoir terminé leur première tournée au Royaume-Uni avec Never So True, The Wonder Years enregistre son premier album studio, Get Stoked on It ! Get Stoked on It! sort le 30 octobre 2007, et permet à la base de fans du groupe, alors peu nombreuse, de s'agrandir de manière significative. Au printemps 2008, The Wonder Years a sorti un EP intitulé Won't Be Pathetic Forever. En mars 2009, The Wonder Years sort un split EP intitulé Distances avec le groupe de pop punk britannique All or Nothing. Le split ne comprend que deux chansons de The Wonder Years, et c'est après cette sortie que le claviériste/chanteur Mikey Kelly quitte le groupe pour poursuivre d'autres objectifs.
Le groupe a sorti un split 6 pouces avec Stay Ahead of the Weather intitulé Punk Is Dead. Get a Job le 17 avril 2012, et réédite son premier album, Get Stoked on It!, le 15 mai 2012. L'album ne sera disponible qu'en version numérique sur le site du label. Campbell, qui n'a pas caché sa déception à l'égard du premier album du groupe, a déclaré : « Pour nous, cet album est une épave. Chris a payé pour le faire remasteriser il y a une éternité et on a pas cessé d'essayer de repousser son inévitable réédition. Lui et moi, on s'est mis d'accord sur le fait que, puisqu'il est déjà disponible en version numérique, il n'y a pas de mal à remplacer les anciens mixages par de meilleurs, tant que l'album n'est plus jamais pressé sous une forme physique. C'est tout ce qu'il y a à dire. [...] Si vous détestez l'album, je suis de votre côté. On ne jouera aucune de ces chansons en concert pour soutenir ce projet. On ne considère pas ça comme une réédition. C'est juste un échange pour un meilleur mixage. »
Avant la sortie de The Greatest Generation, le groupe donne quatre concerts en l'espace de 24 heures pour promouvoir l'album. Wonder Years sortent leur quatrième album, The Greatest Generation, le 14 mai, via Hopeless Records. En mai 2013, The Wonder Years joue les 6 dates du festival Slam Dunk au Royaume-Uni et en Irlande. Avant de s'embarquer pour le Vans Warped Tour 2013, le groupe joue quelques concerts avec Silverstein au Canada. Les ventes de The Greatest Generation en première semaine ont plus que doublé celles de Suburbia I've Given You All and Now I'm Nothing, avec un total de 19 673 exemplaires vendus. Ces ventes placent l'album à la 20e place du classement du Billboard 200. En février 2015, sur une période de trois jours, le groupe joue des concerts anniversaires où chaque soir ils ont joué un de leurs trois albums précédents dans leur intégralité.
Le 23 octobre 2020, le single Brakeless sort à l'occasion du 10e anniversaire de leur album The Upsides, revisitant des sonorités pop-punk plus anciennes. La chanson sort après le succès du défi get out the vote lancé par le groupe pour inscrire 1 000 électeurs avant le 20 octobre.
Le 21 avril 2022, le groupe sort Oldest Daughter, leur premier nouvel album depuis la sortie de Sister Cities. Après la sortie de leur deuxième single, Summer Clothes, ils confirment leur septième album studio, The Hum Goes on Forever, qui sort le 22 septembre 2022. Cet album se compose de douze chansons, donnant à l'auditeur un aperçu et racontant l'histoire de ce que le chanteur principal, Dan Campbell, a vécu et traversé pendant la pandémie de Covid-19.

## Style musical et influences
The Wonder Years a été décrit comme du pop punk,,, du rock alternatif et de l'emo pop. Get Stoked on It! a été décrit comme du pop punk,. The Upsides a été décrit comme de l'emo pop et du pop punk. Suburbia I've Given You All and Now I'm Nothing a été décrit comme du hardcore mélodique et du pop punk,. The Greatest Generation a été décrit comme du pop punk. No Closer to Heaven a été décrit comme du rock alternatif et du pop punk. Sister Cities a été décrit comme du rock indépendant, du post-hardcore et du rock.
Campbell, dans un Let's Play avec Achievement Hunter, a déclaré que Motion City Soundtrack était « une énorme influence » pour le groupe. Dans une interview avec Alternative Press, il a également cité Blink-182, Inkling, et The Get Up Kids comme influences.

## Discographie

### Albums studio
- 2007 : Get Stoked on It!
- 2010 : The Upsides
- 2011 : Suburbia I've Given You All and Now I'm Nothing
- 2013 : The Greatest Generation
- 2015 : No Closer to Heaven
- 2018 : Sister Cities
- 2022 : The Hum Goes on Forever

### EP
- 2005 : Split avec Emergency and I
- 2006 : Split avec Bangarang!
- 2007 : Tour EP
- 2008 : Won't Be Pathetic Forever
- 2009 : Distances (split avec All or Nothing)
- 2009 : I Refuse to Sink: A Collection of Prior Recordings
- 2010 : Under the Influence, Vol. 13 (split avec Fallen from the Sky)
- 2010 : The Wonder Years vs. Heroes for Hire
- 2012 : Punk Is Dead. Get a Job (split avec Stay Ahead of the Weather)
- 2013 : Manton Street